# Absalonsturm

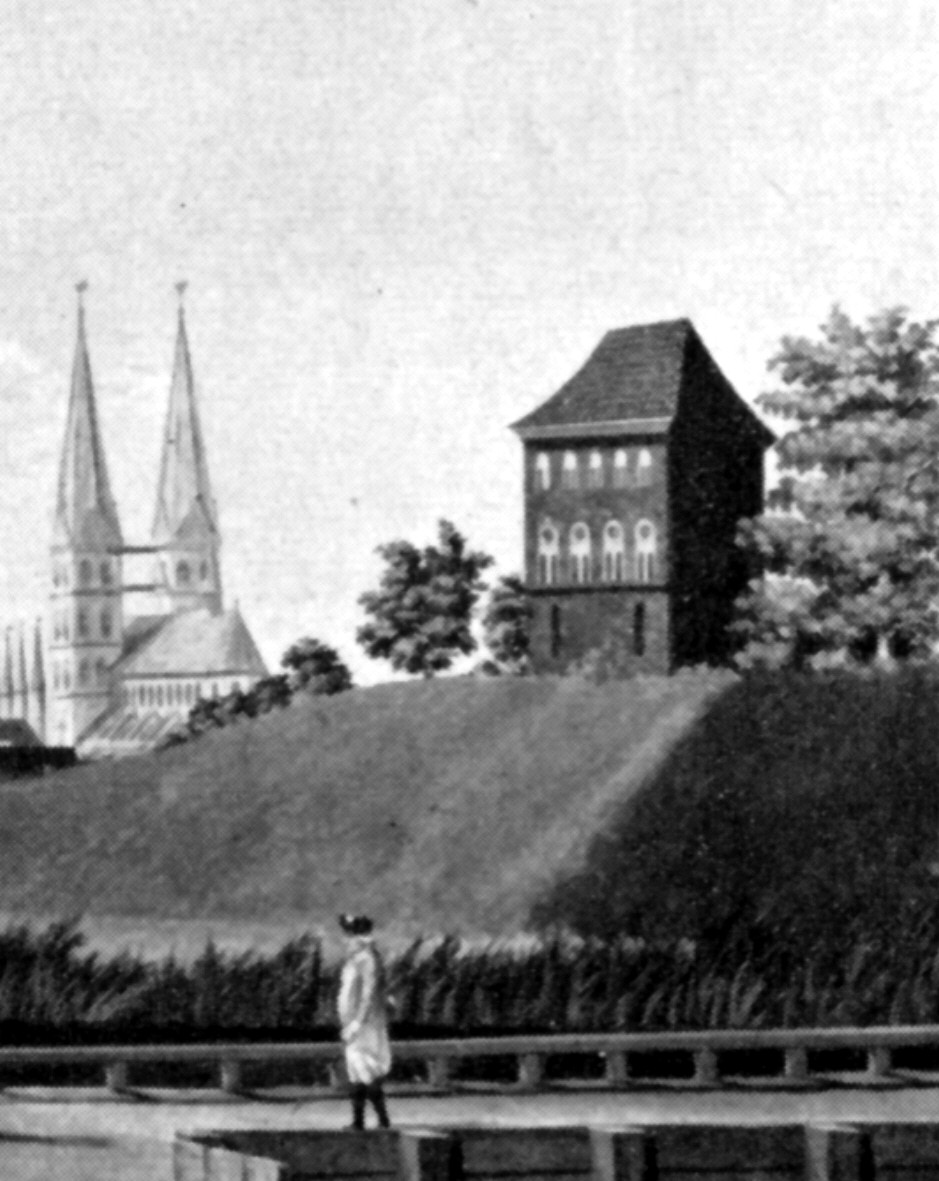
Absalonsturm

Der Absalonsturm oder auch Dicke Turm, wie Reimar Kock ihn in seiner Chronik aus dem 16. Jahrhundert nannte, war Teil der Lübecker Stadtbefestigung. Er schützte den Ausgang des Hüxterdammes am Standort der heutigen Straße Hüxterdamm Nr. 22 und 24.
Der Turm entstand im Zuge der Modernisierung der Lübecker Stadtbefestigung in der Mitte des 15. Jahrhunderts, die am Burgtor begann und mit dem Bau des heutigen Holstentores im Jahre 1477 abgeschlossen war. In dieser Bauphase wurden rund um die Stadtmauer mehrere Türme mit ähnlichen Erscheinungsbild errichtet wie der Blaue Turm und der Fischerturm. Der Zugang zum Hüxterdamm in Richtung Hüxtertor war bis zur Vollendung des Absalonsturm im Jahr 1450 nur mit einem Erdwall und der dort vermuteten Olavsburg geschützt.
Ein Besichtigungsprotokolle aus der Mitte des 18. Jahrhunderts beschreibt den Turm als ein 17,5 m breit, 13 m tief und 28,6 m hoches Bauwerk und damit einen der größten Türme in Lübeck jener Zeit. In seiner äußeren Gestalt und in seiner inneren Einrichtung entsprach er völlig dem am Burgtor gelegenen sogenannten Hexenturm und wird ebenfalls nach den Plänen des städtischen Baumeisters Nicolaus Peck erbaut sein.
Seinen Namen verdankt der Absalonsturm dem Konstabler, also dem Turmkommanten, Absalon Kenapel, der von 1630 bis 1681 in ihm eine Dienstwohnung besaß.
In der von Ernst Deecke überliefert Sage Der Kleverschuß ist der Schütze, dem ein Mord an seinen Freund zur Last gelegt wird, im Absalonsturm inhaftiert. Seine Unschuld beweist der Schütze durch Treffsicherheit auf das Steinkreuz.
In der Stadtansicht von Elias Diebel aus dem Jahr 1560 ist der Turm zentral in der Mitte des Holzschnittes zu sehen. Das wohl letzte Bild stammt vom Dekorationsmaler und Theaterdirektor Georg Friedrich Engel um 1800. Seine Zeichnung zeigt einen Spaziergänger in den Wallanlagen, im Hintergrund der Absalonsturm. 1805 wurde der Turm abgebrochen.